# Eucharitolus lituratus
Eucharitolus lituratus é uma espécie de besouro da subfamília Lamiinae. Foi descrito por Melzer em 1934 e é conhecido a partir do sudeste do Brasil.